# Pieczarki (Srokowo)
Pieczarki (deutsch Bergensee) ist ein kleiner Ort in der polnischen Woiwodschaft Ermland-Masuren und gehört zur Gmina Srokowo (Drengfurth) im Powiat Kętrzyński (Kreis Rastenburg).

## Geographische Lage
Pieczarki liegt in der nördlichen Mitte der Woiwodschaft Ermland-Masuren, 20 Kilometer nordöstlich der Kreisstadt Kętrzyn (deutsch Rastenburg).

## Geschichte
Bergensee bestand ursprünglich lediglich aus einem kleinen Gehöft, das bis 1821 nach seinem Eigentümer Gottfried Neumann den Namen Abbau Neumann trug. Unter dem Datum des 28. August 1821 stand im Amtsblatt der königlichen preußischen Regierung zu Königsberg zu lesen: „Mit Genehmigung der königlichen Regierung von Ostpreußen ist...dem dem Bürger Gottfried Neumann ebendaselbst zugehörigen, aus 106 Morgen Magdeburgisch und 1 Wohnhaus, 1 Scheune, 1 Schoppen bestehenden von der Stadt Drengfurth östlich einige hundert Schritte links vom Wege nach dem adligen Gute Reesau, Angerburgischen Kreises, eine Viertelmeile von Drengfurth belegenen Etablissement der Name Bergensee...beigelegt worden.“
Bis 1945 war Bergensee ein Wohnplatz innerhalb der Stadt Drengfurth (polnisch Srokowo) im ostpreußischen Kreis Rastenburg. 1885 zählte der kleine Ort 13 Einwohner, im Jahre 1905 waren es 18.
In Kriegsfolge wurde Bergensee 1945 mit dem gesamten südlichen Ostpreußen an Polen überstellt und erhielt die polnische Namensform „Pieczarki“. Der Ort ist heute „Przysiółek osady Suchodoły“ (ein „Weiler der Siedlung Suchodoły“) innerhalb der Landgemeinde Srokowo (Drengfurth) im Powiat Kętrzyński (Kreis Rastenburg), bis 1998 der Woiwodschaft Olsztyn, seither der Woiwodschaft Ermland-Masuren zugehörig.

## Kirche
Bis 1945 war Bergensee in die evangelische Pfarrkirche Drengfurth in der Kirchenprovinz Ostpreußen der Kirche der Altpreußischen Union sowie in die katholische Kirche St. Katharinen in Rastenburg im damaligen Bistum Ermland eingegliedert.
Heute gehört Pieczarki zur katholischen Pfarrei Sokrowo im jetzigen Erzbistum Ermland sowie zur evangelischen Kirche Srokowo, einer Filialkirche der Johanneskirche Kętrzyn in der Diözese Masuren der Evangelisch-Augsburgischen Kirche in Polen.

## Verkehr
Pieczarki ist über einen Landweg zu erreichen, der bei Wilcze (Waldhaus Drengfurth) von der Straße von Srokowo (Drengfurth) nach Bajory Wielkie (Groß Bajohren, 1938 bis 1945 Großblankenfelde) abzweigt und über Suchodoły (Friedenthal) direkt in den Ort führt. Eine Anbindung an den Bahnverkehr besteht nicht.